# Пола Сліер
Пола Сліер (англ. Paula Slier; рід. 26 березня 1973 року, Йоганнесбург, ПАР) — південноафриканська журналістка єврейського походження. Кореспондентка каналу RT, керівниця близькосхідного бюро каналу. Власниця медійної компанії Newshound на Близькому Сході і в Африці.
Навчалася в дівочій школі Уеверлі в Йоганнесбурзі, яку закінчила в 1990 році, після чого поступила в Вітватерсрандський університет на факультет філософії та міжнародних відносин, який закінчила в 1995 році.
Працювала стрингером на Eyewitness News, eNCA і Carte Blanche . Лауреат премії єврейської громади ПАР Absa Jewish Achiever Awards в номінації «Єврейська жінка-лідер» 23 серпня 2015 року . Фіналіст премії AIB Awards в номінації «Новинний репортаж року» у 2009 році. Фіналіст ТЕФІ 2011 року з сюжетом про війну в Лівії. У 2013 і 2015 роках була визнана однією з найвпливовіших громадських діячів в ПАР. Входить в топ-40 південноафриканських журналістів за версією The Media Online.
Під час російської агресії на сході України зайняла упереджену проросійську позицію. Кореспонденткою Russia Today брала участь в освітленні подій з боку проросійських бойовиків.
У вересні 2014 взяла участь у робочій сесії наради ОБСЄ з прав людини і демократії, присвяченій роботі журналіста в зоні конфліктів.
Після початку широкомасштабної агресії Росії проти України 2022 р. Сліер висловила шкодування з приводу заборони російських каналів в Україні, що, на її думку, позбавляло українців можливості бачити альтернативну точку зору.